# La Nación +
La Nación + (pronunciado «La Nación Más», conocido por su acrónimo LN+) es un canal de televisión abierta argentino enfocado en la programación noticiosa, asociado al diario conservador liberal La Nación. El canal inició sus transmisiones el 7 de noviembre de 2016.
LN+ se encuentra disponible a nivel nacional por la televisión digital abierta, en el subcanal virtual 25.3.

## Historia

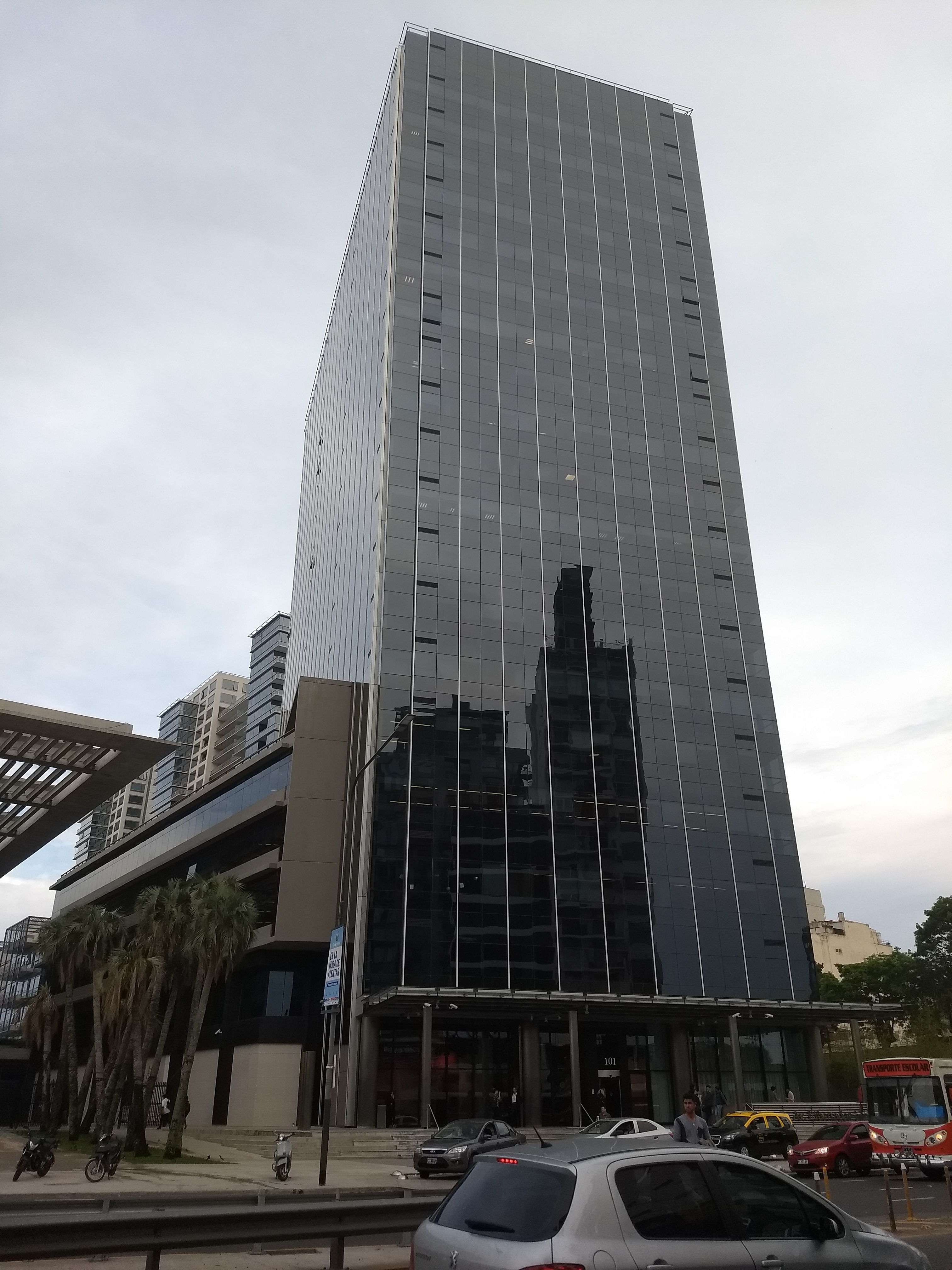
Torre sur del complejo Al Río en Vicente López, donde tenía sus operaciones hasta 2021.

El canal inició sus transmisiones el 7 de noviembre de 2016, a las 7:30 p.m. Tras una cortina de presentación del noticiero central PM, salieron al aire sus conductores Dolores Cahen D'Anvers y Juan Miceli, que se encargaron de los primeros minutos. En el programa, se emitió una entrevista que el entonces presidente de Argentina, Mauricio Macri, concedió al ciclo en los Olivos.
Un mes después de su lanzamiento, el gobierno emitió una resolución en la cual estableció la distribución del canal al nivel nacional de forma obligatoria.
Inicialmente se transmitía desde la sede del diario en la localidad bonaerense de Vicente López. La escenografía es similar a la de los productos web que ya se emitían por el sitio web del diario (PM y Conversaciones), con cuatro mini estudios montados en la redacción del diario, pero con más despliegue.
Desde mediados de 2018, los programas nocturnos del canal tienen un segmento propio llamado LN+ Prime, emitiéndose de lunes a viernes a las 10:00 p.m., después de El diario de Leuco.[cita requerida]
Entre 2020 y 2021, incorporó a varias figuras televisivas de los canales 26 y A24, hecho que aumentó su audiencia durante horarios claves.
En febrero de 2021[cita requerida], el canal muda sus operaciones a los estudios de la productora La Corte, ubicado en el barrio porteño de Chacarita.
Ampliando su cartera de medios, el grupo La Nación incursiona en el segmento de la radiodifusión; El 26 de noviembre de 2024 la licencia LRI775 (Categoría A) FM 104.9MHz, para todo el ámbito del AMBA, pasa a formar parte del grupo de medios, allí emite por primera vez La Nación 104.9 +Música. 

## Propiedad
Nominalmente, el canal pertenece al Grupo La Nación, presidido por Julio Saguier. Varias fuentes han señalado que desde 2021 el mayor accionista del canal y del diario es Mauricio Macri, aunque dicha circunstancia no se ha hecho pública oficialmente.